# (48422) Schrade
(48422) Schrade (1988 VN7) – planetoida z pasa głównego asteroid okrążająca Słońce w ciągu 3,48 lat w średniej odległości 2,3 j.a. Odkryta 3 listopada 1988 roku.